# Jaha Dukureh
Jaha Dukureh (nascuda el 1989) és una activista pels drets humans gambiana impulsora de la campanya contra la mutilació genital femenina (MGF). És la fundadora i directora de Safe Hands for Girls, una organització que lluita contra MGF, i és la líder de la campanya en The Guardian's End FGM Guardian Global Media Campaign. L'abril de 2016, va ser inclosa en la llista de Time 100, que reuneix les 100 persones més influents de l'any.

## Trajectòria
Dukureh va néixer a Gàmbia. Va ser víctima de mutilació genital quan tenia una setmana de vida. Després de la mort de la seva mare, va anar a Nova York per un matrimoni concertat quan tenia només 15 anys. Després d'experimentar dolor intens durant el coit, es va sotmetre a una cirurgia per desfer la infibulació. Per a ella era «experimentar la MGF de nou». Es va divorciar i es va mudar amb els seus familiars. Va aconseguir inscriure's en una escola secundària de la ciutat de Nova York després de ser rebutjada a d'altres deu escoles perquè no tenia el consentiment d'un tutor legal. Als 17 es va mudar a Atlanta i es va tornar a casar.
Dukureh va obtenir un titulo de grau en administració d'empreses a la Universitat Estatal de Geòrgia del Sud-oest el 2013. Aquest any va fundar la Safe Hands for Girls, una ONG anti-MGF. Dukureh es va convertir en ciutadana nord-americana el 2015.
L'activisme de Dukureh va aconseguir la prohibició de la mutilació genital femenina a Gàmbia. Actualment viu a Atlanta. The Guardian està produint una pel·lícula sobre la seva vida.